# おとといフライデー
おとといフライデー（OTOTOY FRIDAY）は、日本の女性アイドルグループ。旧グループ名は乙女フラペチーノ。所属事務所はマインズ（個人での活動）、MAGAO Records（音楽グループとして）。

## 概要・略歴
2013年8月に小島みなみと紗倉まなで結成された音楽ユニット。結成当初のグループ名は「乙女フラペチーノ」。
2014年4月2日、「乙女フラペチーノ」名義による『後から前から』でCDデビュー。当初は既存曲のカバー曲をリリースするという路線であったが、後述するSEXY-J誕生やスタッフの交代によりオリジナル曲路線に変更。ライブ活動も生歌に変更している。
フラペチーノの商標権を持つスターバックスから商標に関する異議申し立てがあり、2017年3月に略称が同じ「おとフラ」となる「おとといフライデー」にグループ名を改称。命名者は3rdシングル「私ほとんどスカイフィッシュ」の作詞を手掛けた吉田靖直（トリプルファイヤー）。コンセプトは「ちょっと前衛的」と設定された。
2014年12月にはおとといフライデーメンバーを含む派生ユニット・SEXY-Jが誕生。 2017年12月19日に解散。その後もおとといフライデーとしての活動は継続される。
2020年5月、徳間書店調査の「現役AV女優セクシー総選挙」で紗倉が総合1位を獲得。小島が総合2位を獲得した。
2021年1月31日、初の無料生配信ライブ『おとといフライデー生配信ライブ「実は初めてのワンマン!? 2021」』を開催。
2022年11月19日にはよみうりランド園内・日テレらんらんホールで開催された「エリボンFES2022」に出演した。
2023年10月21日、1stアルバム『OTOTOY FRIDAY』を翌年2月にリリースすることを発表。同日には収録楽曲『レモンキャンディー』ミュージックビデオが公開された。
2023年12月29日にWALL&WALL@表参道にてワンマンライブ『年末のおとといフライデー！ワンマンライブ』を開催。ライブ内で2024年でのユニット解散を発表。
2024年3月9日に東京・UNITでラストライブ『おとといフライデー ラストライブ 2016-2024』を開催し解散した。
ライターでカメラマンの神楽坂文人は、セクシー路線に走ることの多かった「AV女優による音楽ユニット」という文化に、「音楽性を重視する」という方向性を示し、音楽活動における地位を上げる役目も果たしたと論評している。

## メンバー
- 小島みなみ - 1992年12月14日生まれ。高音担当。
- 紗倉まな - 1993年3月23日生まれ。低音担当。

結成当初の2人は同じ事務所というだけで仲良くはなく、両者とも尖っていたという。2017、8年くらいから一気に手を取り合えるように関係性が変化した。

## ディスコグラフィ

### シングル
- 後から前から/もっと動いて（2014年4月2日発売、BounDEE（SPACE SHOWER MUSIC））
- ムーンライト伝説（2015年1月21日発売、BounDEE（SPACE SHOWER MUSIC））
- 私ほとんどスカイフィッシュ／乙女の炎上（2016年10月4日、MAGAO Records）
  - 2017年10月になりすレコードからカップリング曲を「いいビーサン」に変更したアナログ盤も発売。
- もしやこいつはロマンチックのしっぽ/いいビーサン（2017年10月4日、TRASH-UP!! RECORDS）
- ウォーシャンハニー（2018年7月1日、MAGAO Records）
- 東京/ウォーシャンハニー（2018年11月30日、TRASH-UP!! RECORDS）[13][14]
- スプリングフィーバー（2019年5月10日、TRASH-UP!! RECORDS）[15]
- ENIGMA（2019年7月5日、TRASH-UP!! RECORDS）[16]

### アルバム
- OTOTOY FRIDAY（2024年2月14日、TRASH-UP!! RECORDS）[9]
  - 1.私ほとんどスカイフィッシュ
  - 2.乙女の炎上
  - 3.もしやこいつはロマンチックのしっぽ
  - 4.いいビーサン
  - 5.東京
  - 6.ウォーシャンハニー
  - 7.スプリングフィーバー
  - 8.ENIGMA
  - 9.幽霊
  - 10.レモンキャンディー
  - 11.私ほとんどスカイフィッシュ(nakayaanRemix)

## 出演

### テレビ
- GO!GO!こじまな号（2013年5月 - 2015年9月、エンタ!371→エンタ!959）
- AKIBA'S TRIP-THE ANIMATION-（2017年3月29日、TOKYO MX） - おとといフライデー 役※声の出演[4]